# Olympic Mountains
Olympic Mountains – pasmo górskie w Ameryce Północnej, na Wybrzeżu Północno-Zachodnim (Waszyngton, USA), wchodzące w skład Gór Nadbrzeżnych. W górach zlokalizowany jest Park Narodowy Olympic. Najwyższym szczytem jest Mount Olympus. Pierwszym Europejczykiem który opisał góry był w 1774 roku hiszpański odkrywca Juan José Pérez Hernández, natomiast obecną nazwę nadał w 1788 roku angielski kapitan John Meares. 

## Położenie
Góry leżą w północno-zachodnim narożniku stanu Waszyngton, na półwyspie Olympic, oddzielonym od lądu zatoką Puget Sound oraz Cieśniną Juana de Fuca. Góry zajmują centralną część półwyspu. W kierunku północ-południe mają długość 162 km, a wschód-zachód 159 km. Otoczenie morzem z trzech stron sprawia, że ze względu na duże przewyższenie góry wyglądają spektakularnie.

## Najwyższe szczyty
- Mount Olympus - 2429 m n.p.m.
- Mount Deception - 2374 m n.p.m.
- Mount Constance - 2364 m n.p.m.
- Mount Johnson - 2341 m n.p.m.
- Inner Constance - 2337 m n.p.m.
- Mount Mystery - 2328 m n.p.m.
- Martin Peak - 2328 m n.p.m.
- Sweat Spire - 2304 m n.p.m.
- Mount Clark - 2295 m n.p.m.
- The Pyramid - 2292 m n.p.m.
- Mount Anderson - 2230 m n.p.m.